# Kilbride
Kilbride (iriska: Cill Bhríde) är en ort i republiken Irland.   Den ligger i grevskapet Wicklow och provinsen Leinster, i den östra delen av landet, 21 km sydväst om huvudstaden Dublin. Kilbride ligger 204 meter över havet och antalet invånare är 281.
Terrängen runt Kilbride är kuperad åt nordost, men åt sydväst är den platt. Runt Kilbride är det ganska glesbefolkat, med 34 invånare per kvadratkilometer. Närmaste större samhälle är Tallaght, 11,5 km nordost om Kilbride. Trakten runt Kilbride består i huvudsak av gräsmarker.